# Hymenolobium flavum
Hymenolobium flavum är en ärtväxtart som beskrevs av Anthonia Kleinhoonte. Hymenolobium flavum ingår i släktet Hymenolobium och familjen ärtväxter. Inga underarter finns listade i Catalogue of Life.